# Medaglia per il giubileo dei 40 anni delle forze armate dell'Unione Sovietica
La medaglia per il giubileo dei 40 anni delle forze armate dell'Unione Sovietica è stata un premio statale dell'Unione Sovietica.

## Storia
La medaglia venne istituita il 18 dicembre 1957.

## Assegnazione
La medaglia veniva assegnata a generali, ammiragli, ufficiali, marescialli, sergenti, sottufficiali, soldati e marinai che fossero membri delle Forze Armate dell'URSS, delle truppe del Ministero degli Affari Interni o del Ministero per la Sicurezza dello Stato il 23 febbraio 1958.

## Insegne
- La medaglia era di ottone. Il dritto raffigurava il busto di Lenin con sotto un ramo di quercia e uno di alloro con sopra la cifra "40". Sul rovescio la scritta in rilievo lungo la circonferenza "PER COMMEMORARE IL QUARANTESIMO ANNIVERSARIO" (Russo: «В ОЗНАМЕНОВАНИЕ СОРОКОВОЙ ГОДОВЩИНЫ»), al centro, la scritta in rilievo su due file "FORZE ARMATE DELL'URSS" (Russo: «ВООРУЖЕННЫХ СИЛ СССР») con appena sotto le date "1918-1958".
- Il nastro era rosso con tre strisce grigie, quella centrale più sottile.